# Овсянников, Валентин Александрович
Валенти́н Алекса́ндрович Овся́нников (24 октября 1942, Исаклы, Самарская область — 2 апреля 2004, Тольятти) — российский учёный, историк, краевед. Доктор исторических наук, профессор.

## Биография
Родился в семье служащих: отец, Александр Герасимович, работал в финансовых органах, мать, Мария Яковлевна — медсестрой.
По окончании школы стал работать инструкторов в райисполкоме. После службы в Советской армии (1961—1964) поступил в Куйбышевский педагогический институт на исторический факультет, который закончил в 1969 году по специальности «преподаватель истории».
Ещё до окончания института в 1967 году был избран заместителем секретаря комитета ВЛКСМ завода «Синтезкаучук». Переехал в Тольятти, где работал заместителем директора технического училища № 46 и заведующим оргинструкторским отделом Тольяттинского горисполкома. С 1969 года преподавал историю в средней школе № 6.

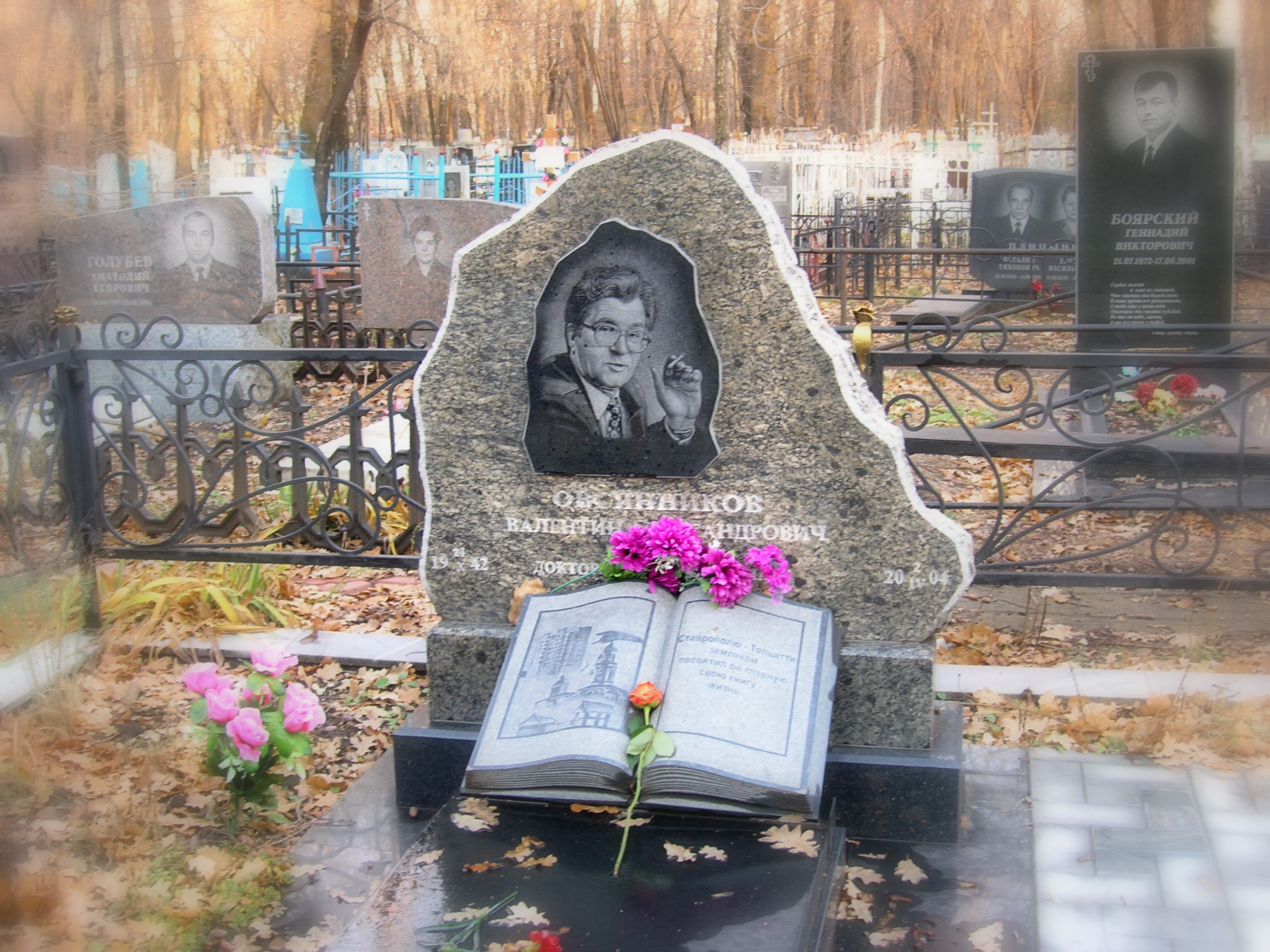
Могила Валентина Овсянникова

В 1971 году перешёл на работу в Тольяттинский политехнический институт, где начал ассистентом и дослужился до профессора.
В 1973—1976 годах учился в аспирантуре Московского государственного университета, где и защитил диссертацию на соискание степени кандидата исторических наук. В 2001 году в том же университете защитил докторскую диссертацию.
Скончался в 2004 году, похоронен на Баныкинском кладбище Тольятти.

## Научная деятельность
На протяжении всей научно-педагогической карьеры в политехническом институте Овсянников вёл большую краеведческую работу, регулярно публиковался в городских газетах.
В краеведческих исследованиях изучал историю революционного движения в Ставрополе (прежнее название Тольятти), отдельных личностей революционной эпохи. В период перестройки стал публиковать исследования из жизни местного земства и дворянства, развитии местных ремёсел. В 1990-х годах занимался изучением дореволюционной деятельности православной церкви. Ряд публикаций посвящено быту ставропольской тюрьмы, народному образованию и культуре дореволюционного Ставрополя.
Являлся членом учёного совета Тольяттинского краеведческого музея.
Его книга для учащихся старших классов средней школы «Ставрополь — Тольятти: страницы истории», вышедшая в 1996 году, долгое время являлась единственным учебником по истории города.